# سيسيل دنيس
سيسيل دنيس (بالإنجليزية: Cecil Dennis)‏ هو دبلوماسي وسياسي ليبيري، ولد في 21 فبراير 1931، وتوفي في 22 أبريل 1980 بسبب إعدام رميا بالرصاص.